# Ustyniwka (rejon olewski)
Ustyniwka (ukr. Устинівка) – wieś na Ukrainie, w obwodzie żytomierskim, w rejonie olewskim, nad Perhą. W 2001 roku liczyła 145 mieszkańców.